# Morświnowate
Morświnowate (Phocoenidae) – rodzina ssaków morskich z parvordo zębowców (Odontoceti) w obrębie infrarządu waleni (Cetacea). Są blisko spokrewnione z delfinowatymi (Delphinidae), od których się jednak odróżniają szeregiem anatomicznych szczegółów, w tym charakterystycznym kształtem głowy i zębów. Istnieje siedem gatunków, zamieszkujących we wszystkich oceanach, najczęściej blisko wybrzeży. Najbardziej znany wśród nich jest morświn zwyczajny z północnej hemisfery, żyjący także w Bałtyku.

## Anatomia
Morświnowate to małe walenie, osiągające długość ciała do 2,5 m. Należy do nich jeden z najmniejszych gatunków, morświn kalifornijski o maksymalnej długości 1,5 m. Zwierzęta te mają krępe ciało z okrągłą głową i zatępionym pyskiem bez dzioba. Szczęki zawierają do 120 zębów. Płetwa grzbietowa jest trójkątna.

## Zachowanie
Morświnowate odżywiają się polując głównie na ryby, często uzupełniając dietę głowonogami i skorupiakami. Przeważnie żyją w małych grupach do dziesięciu osobników, które u niektórych gatunków jednak mogą się złączyć, tworząc zbiorowisko kilkuset zwierząt. Porozumiewają się za pomocą klekoczących i świszczących dźwięków. Jak wszystkie zębowce są zdolne do echolokacji. Morświnowate to szybcy pływacy; morświniec białopłetwy podobno jako jeden z najszybszych waleni osiąga 55 km/h. Ich skoki nad powierzchnią są jednak mało akrobatyczne.

## Systematyka
Do rodziny morświnowatych należą trzy występujące współcześnie rodzaje:
- Neophocaena T.S. Palmer, 1899 – morświnek
- Phocoenoides R.C. Andrews, 1911 – morświniec – jedynym przedstawicielem jest Phocoenoides dalli (F.W. True, 1885) – morświniec białopłetwy
- Phocoena G. Cuvier, 1816 – morświn

Opisano również rodzaje wymarłe:
- Archaeophocaena Murakami, Shimada, Hikida & Hirano, 2012[10] – jedynym przedstawicielem był Archaeophocaena teshioensis Murakami, Shimada, Hikida & Hirano, 2012
- Australithax de Muizon, 1988[11] – jedynym przedstawicielem był Australithax intermedia Muizon, 1988
- Brabocetus Colpaert, Bosselaers & Lambert, 2015[12] – jedynym przedstawicielem był Brabocetus gigaseorum Colpaert, Bosselaers & Lambert, 2015
- Haborophocoena Ichishima & Kimura, 2005[13]
- Lomacetus de Muizon, 1986[14] – jedynym przedstawicielem był Lomacetus ginsburgi de Muizon, 1986
- Miophocaena Murakami, Shimada, Hikida & Hirano, 2012[15] – jedynym przedstawicielem był Miophocaena nishinoi Murakami, Shimada, Hikida & Hirano, 2012
- Numataphocoena Ichishima & Kimura, 2000[16] – jedynym przedstawicielem był Numataphocoena yamashita Ichishima & Kimura, 2000
- Piscolithax Muizon, 1983[17]
- Piscorhynchus Pilleri & Siber, 1989[18] – jedynym przedstawicielem był Piscorhynchus aenigmaticus Pilleri & Siber, 1989
- Pterophocaena Murakami, Shimada, Hikida & Hirano, 2012[19] – jedynym przedstawicielem był Pterophocaena nishinoi Murakami, Shimada, Hikida & Hirano, 2012
- Salumiphocaena L.G. Barnes, 1985[20] – jedynym przedstawicielem był Salumiphocaena stocktoni (L.E. Wilson, 1973)
- Semirostrum Racicot, Deméré, Beatty & Boessenecker, 2014[21] – jedynym przedstawicielem był Semirostrum ceruttii Racicot, Deméré, Beatty & Boessenecker, 2014
- Septemtriocetus Lambert, 2008[22] – jedynym przedstawicielem był Septemtriocetus bosselaersi Lambert, 2008

## Wpływ człowieka
W wielu miejscach urządzane są polowania na morświnowate, aby uzyskać pożywienie lub mięso na przynęty. Dodatkowo połów ryb odpowiedzialny jest za spadek liczebności wielu populacji poprzez nieumyślne powodowanie śmierci waleni w sieciach. Morświn nie potrafi wykryć sieci za pomocą echolokacji, zaplątanie się w niej jest dla niego wyrokiem śmierci, gdyż nie umie pływać do tyłu, a pozbawiony tlenu z powietrza wkrótce się dusi. Jeden z najbardziej zagrożonych gatunków waleni to morświn kalifornijski, występujący na ograniczonym terenie, który uległ przeobrażeniom pod wpływem przemysłu. Podobnie przedstawia się sytuacja populacji morświna w Bałtyku. 

Morświnowate rzadko są trzymane w ogrodach zoologicznych lub oceanariach – w przeciwieństwie do delfinów, które cieszą się większą popularnością.